# Lista odcinków serialu Narcos
Poniżej znajduje się lista wszystkich odcinków serialu telewizyjnego Narcos, dostępnego na platformie Netflix. 
| Seria | Seria | Odcinki | Pierwsza emisja Netflix | Pierwsza emisja Netflix |
| Seria | Seria | Odcinki | Premiera                | Koniec                  |
| ----- | ----- | ------- | ----------------------- | ----------------------- |
|       | 1     | 10      | 28 sierpnia 2015        | 28 sierpnia 2015        |
|       | 2     | 10      | 2 września 2016         | 2 września 2016         |
|       | 3     | 10      | 1 września 2017         | 1 września 2017         |

## Seria 1 (2015)
| Nr | #  | Tytuł polski (tytuł angielski)                           | Reżyseria         | Scenariusz                               | Premiera         |
| -- | -- | -------------------------------------------------------- | ----------------- | ---------------------------------------- | ---------------- |
| 1  | 1  | Upadek (Descenso)                                        | José Padilha      | Chris Brancato, Carlo Bernard, Doug Miro | 28 sierpnia 2015 |
| 2  | 2  | Szabla Simóna Bolivara (The Sword of Simón Bolivar)      | José Padilha      | Chris Brancato                           | 28 sierpnia 2015 |
| 3  | 3  | Ci co zawsze (The Men of Always)                         | Guillermo Navarro | Dana Calvo                               | 28 sierpnia 2015 |
| 4  | 4  | Pałac w ogniu (The Palace in Flames)                     | Guillermo Navarro | Chris Brancato                           | 28 sierpnia 2015 |
| 5  | 5  | Przyszłość nadejdzie (There Will Be a Future)            | Andrés Baiz       | Dana Ledoux Miller                       | 28 sierpnia 2015 |
| 6  | 6  | Bomby (Explosivos)                                       | Andrés Baiz       | Andy Black                               | 28 sierpnia 2015 |
| 7  | 7  | Zapłaczecie krwawymi łzami (You Will Cry Tears of Blood) | Fernando Coimbra  | Zach Calig                               | 28 sierpnia 2015 |
| 8  | 8  | Wielkie kłamstwo (La Gran Mentira)                       | Fernando Coimbra  | Allison Abner                            | 28 sierpnia 2015 |
| 9  | 9  | La Catedral (La Catedral)                                | Andrés Baiz       | Nick Schenk, Chris Brancato              | 28 sierpnia 2015 |
| 10 | 10 | Ucieczka (Despegue)                                      | Andrés Baiz       | Nick Schenk, Chris Brancato              | 28 sierpnia 2015 |

## Seria 2 (2016)
| Nr | #  | Tytuł polski (tytuł angielski)                        | Reżyseria       | Scenariusz                                                                           | Premiera        |
| -- | -- | ----------------------------------------------------- | --------------- | ------------------------------------------------------------------------------------ | --------------- |
| 11 | 1  | W końcu wolny (Free at Last)                          | Gerardo Naranjo | Adam Fierro                                                                          | 2 września 2016 |
| 12 | 2  | Cambalache (Cambalache)                               | Gerardo Naranjo | Zachary Reiter                                                                       | 2 września 2016 |
| 13 | 3  | Kontakt w Madrycie (Our Man in Madrid)                | Andrés Baiz     | Zachary Reiter, Steve Lightfoot                                                      | 2 września 2016 |
| 14 | 4  | Dobry, zły i martwy (The Good, the Bad, and the Dead) | Andrés Baiz     | Zachary Reiter, Carlo Bernard, Doug Miro T.J. Brady, Rasheed Newson, Steve Lightfoot | 2 września 2016 |
| 15 | 5  | Wrogowie mojego wroga (The Enemies of My Enemy)       | Josef Wladyka   | T.J. Brady, Rasheed Newson, Carlo Bernard, Doug Miro                                 | 2 września 2016 |
| 16 | 6  | Los Pepes (Los Pepes)                                 | Josef Wladyka   | Julie Siege                                                                          | 2 września 2016 |
| 17 | 7  | Deutschland 93 (Deutschland 93)                       | Josef Wladyka   | Carlo Bernand, Doug Miro                                                             | 2 września 2016 |
| 18 | 8  | Exit El Patrón (Exit El Patrón)                       | Gerardo Naranjo | Curtis Gwinn, Gideon Yago                                                            | 2 września 2016 |
| 19 | 9  | Nuestra Finca (Nuestra Finca)                         | Andrés Baiz     | Julie Siege, Clayton Trussell                                                        | 2 września 2016 |
| 20 | 10 | Al Fin Cayó! (Al Fin Cayó!)                           | Andrés Baiz     | Carlo Bernard, Doug Miro                                                             | 2 września 2016 |

## Seria 3 (2017)
| Nr | #  | Tytuł polski (tytuł angielski)                               | Reżyseria        | Scenariusz                             | Premiera        |
| -- | -- | ------------------------------------------------------------ | ---------------- | -------------------------------------- | --------------- |
| 21 | 1  | Atak na szczyt (The Kingpin Strategy)                        | Andrés Baiz      | Carlo Bernard, Doug Miro, Eric Newman  | 1 września 2017 |
| 22 | 2  | KGB z Cali (The Cali KGB)                                    | Andrés Baiz      | Carlo Bernard, Doug Miro, Eric Newman  | 1 września 2017 |
| 23 | 3  | Śladem pieniędzy (Follow the Money)                          | Gabriel Ripstein | David Matthews                         | 1 września 2017 |
| 24 | 4  | Szach–mat (Checkmate)                                        | Gabriel Ripstein | Andy Black                             | 1 września 2017 |
| 25 | 5  | MRO (MRO)                                                    | Josef Wladyka    | Ashley Lyle, Bart Nickerson            | 1 września 2017 |
| 26 | 6  | Najlepszy plan (Best Laid Plans)                             | Josef Wladyka    | Jason George                           | 1 września 2017 |
| 27 | 7  | Sin Salida (Sin Salida)                                      | Fernando Coimbra | Santa Sierra, Clayton Trussell         | 1 września 2017 |
| 28 | 8  | Convivir (Convivir)                                          | Fernando Coimbra | Andy Black                             | 1 września 2017 |
| 29 | 9  | Wszyscy ludzie prezydenta (Todos Los Hombres del Presidente) | Andrés Baiz      | Jason George, Carlo Bernard, Doug Miro | 1 września 2017 |
| 30 | 10 | Powrót do Cali (Going Back to Cali)                          | Andrés Baiz      | Carlo Bernard, Doug Miro               | 1 września 2017 |